# Farancia
Farancia – rodzaj węży z podrodziny ślimaczarzy (Dipsadinae) w rodzinie połozowatych (Colubridae).

## Zasięg występowania
Rodzaj obejmuje gatunki występujące endemicznie w Stanach Zjednoczonych.

## Systematyka

### Etymologia
- Farancia: etymologia nieznana, J.E. Gray nie wyjaśnił znaczenia nazwy rodzajowej[2]; Gray był dobrze znany z wymyślania wielu pozornie bezsensownych nazw naukowych[6].
- Calopisma: gr. καλος kalos „piękny”; λοπισμα lopisma (λοπος lopos) „łuska”[3]. Gatunek typowy: Coluber erythrogrammus Palisot de Beauvois, 1802.
- Abastor: etymologia nieznana, J.E. Gray nie wyjaśnił znaczenia nazwy rodzajowej[4]. Gatunek typowy: Coluber erythrogrammus Palisot de Beauvois, 1802.

### Podział systematyczny
Do rodzaju należą następujące gatunki:
- Farancia abacura (Holbrook, 1836)
- Farancia erytrogramma (Palisot de Beauvois, 1802) – błotnica tęczowa[7]